# Steffenbachbrücke

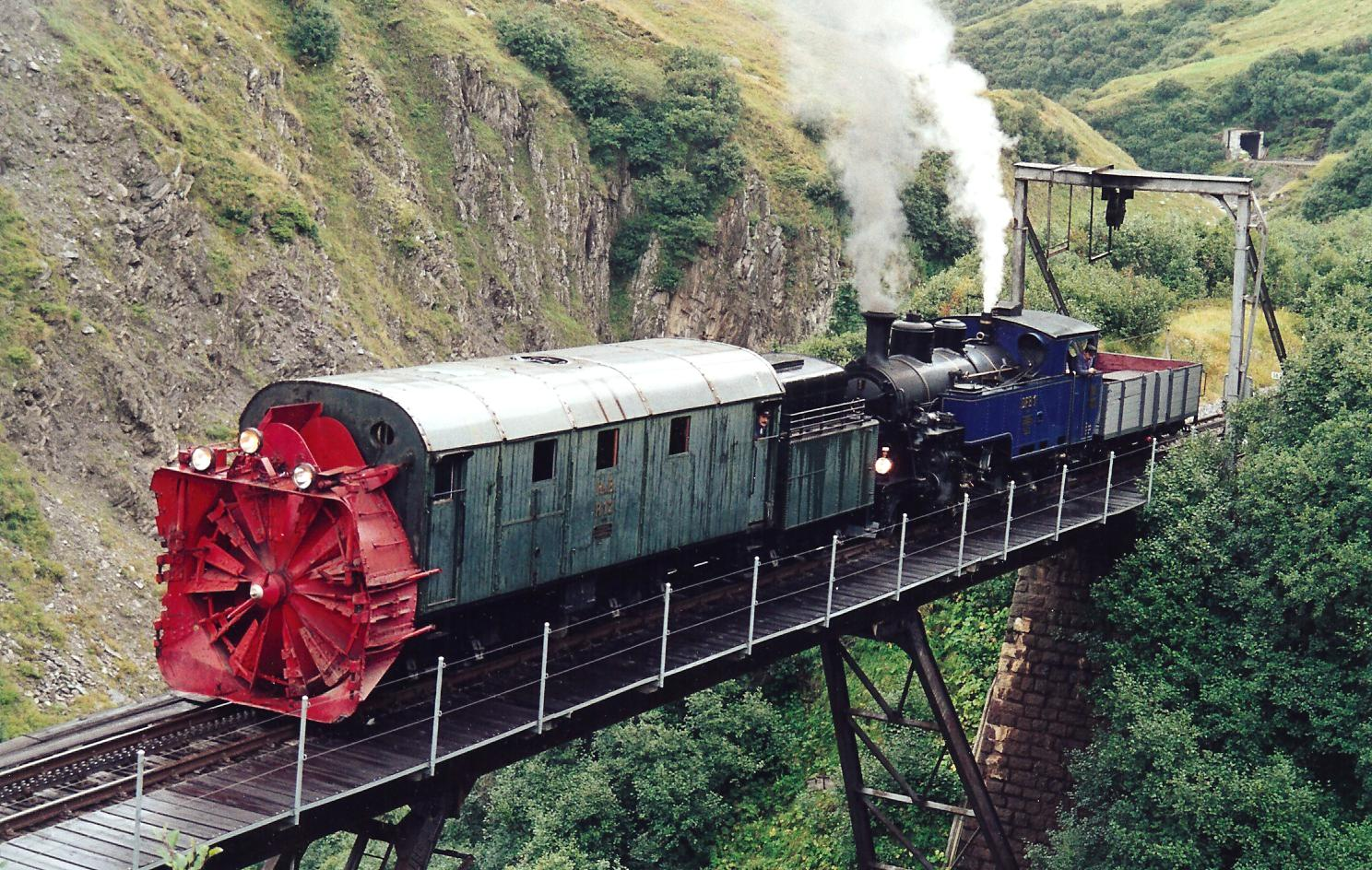
Die Steffenbachbrücke im September 2002 (Blickrichtung Realp)

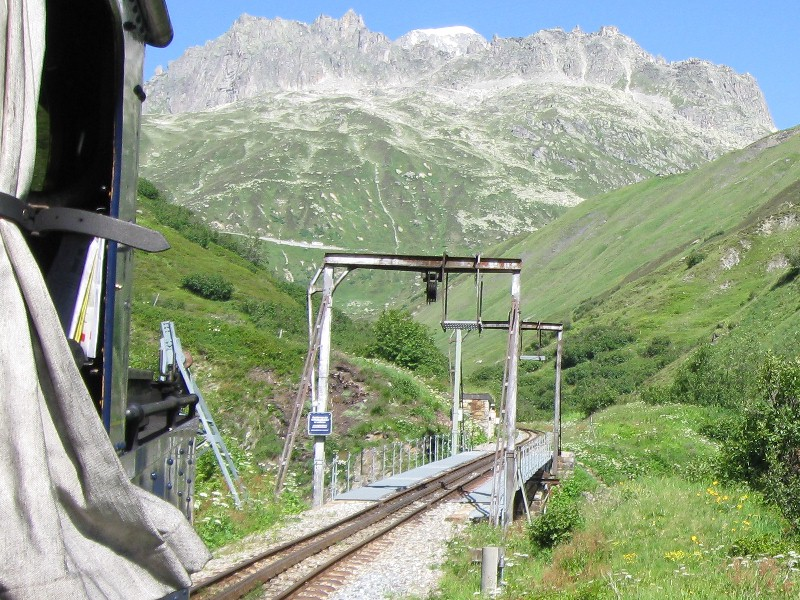
Die Steffenbachbrücke von einem bergwärts fahrenden Zug aus gesehen. Links der zur Seite gestellte Hilfsbock

Die Steffenbachbrücke (auch Steffenbachtobelbrücke) ist eine Eisenbahnbrücke der Furka-Bergstrecke. Die 1925 gebaute stählerne Brücke hat eine Spannweite von etwa 36 Metern und eine grösste Höhe von etwa 17 Metern. Sie ist bemerkenswert, weil sie jeden Herbst ab- und im Frühjahr wieder aufgebaut werden muss, um sie vor Lawinen zu schützen.
Die Brücke befindet sich im nordöstlichen, Urner Teil der Strecke zwischen Realp und Tiefenbach auf 1765 m ü. M.

## Geschichte
Das zwischen 1912 und 1914 an dieser Stelle erbaute steinerne Viadukt wurde schon im Mai 1916, bevor je ein Zug darüber gefahren war, von einer Lawine zerstört. Der Erste Weltkrieg verzögerte den Wiederaufbau der Brücke sowie den Weiterbau der Strecke. Erst 1925 stellte die Brückenbaufirma Theodor Bell & Cie. die neue Brücke fertig, die durch eine Klappkonstruktion aus dem Weg der dem Steffenbachtobel folgenden Lawinen herausgehalten werden konnte. Die Unterbrechung der Schienen war insofern kein Problem, weil die Strecke ohnehin nicht winterfest war. Die Idee dieser Brückenkonstruktion stammte von dem Oberingenieur der Rhätischen Bahn Erminio Bernasconi.

## Konstruktion

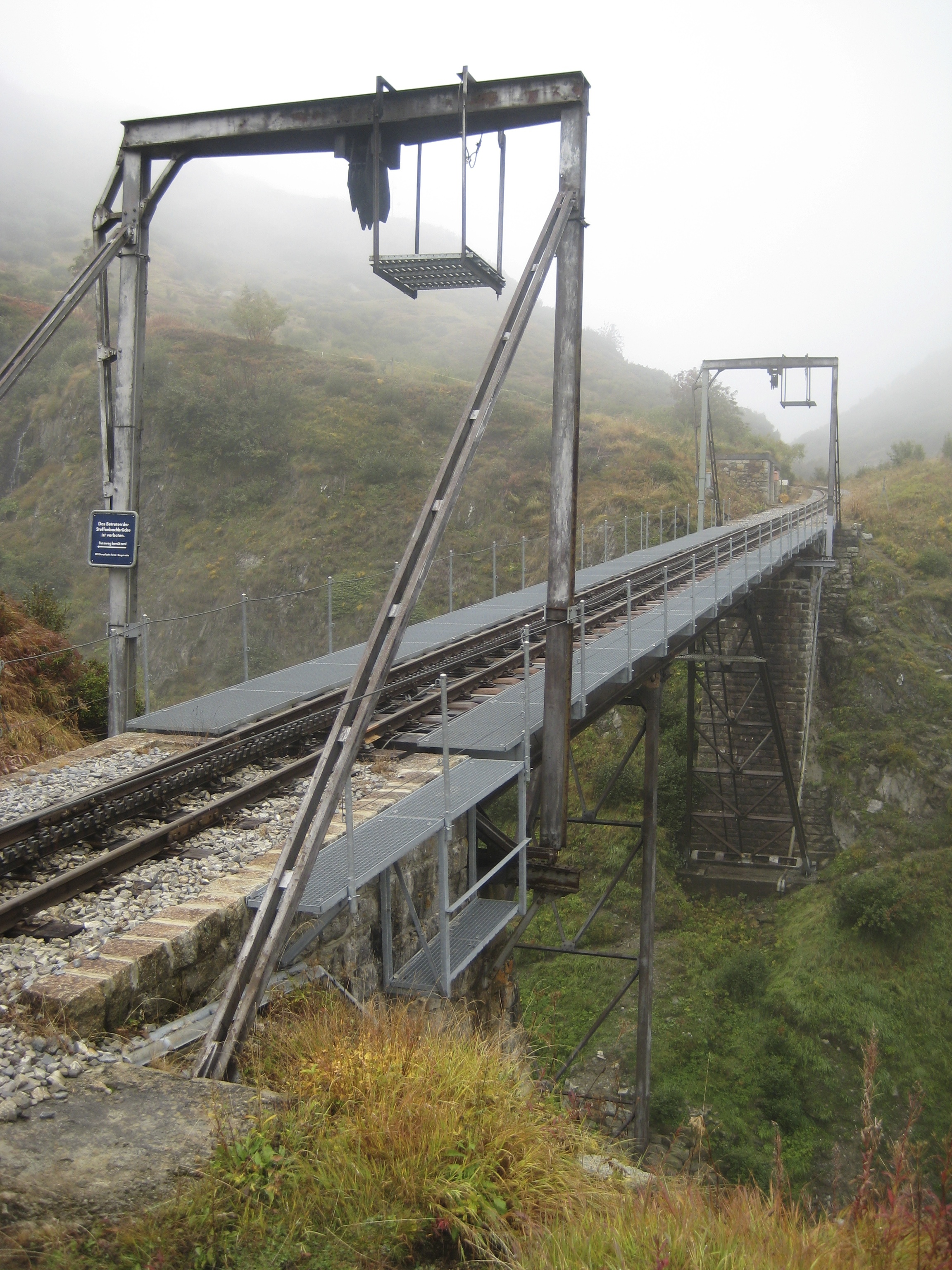
Brückenkonstruktion mit Stützen

Der Brückenträger besteht aus drei Teilen und ist wie die angrenzenden Streckenabschnitte in einer Steigung von 110 ‰ angeordnet. Die beiden Verbindungsstellen werden über schräge Pendelstützen auf die Fundamente der gemauerten und schräg nach aussen geneigten Brückenköpfe abgestützt. Die Konstruktion wiegt 32 t, dazu kommen 15 t für den Gleisoberbau mit Zahnstange.

## Montage und Demontage
Zur Demontage wird zunächst der ca. 13 Meter lange mittlere Trägerteil so nach unten herabgelassen, dass er mit einem Ende am talseitigen Brückenträger hängt. Anschliessend werden die beiden jeweils ca. 11,5 Meter langen äusseren Träger am Widerlager angehoben und über die anschliessenden Gleisstücke nach aussen gezogen, bis die daran befestigten Pendelstützen an den Brückenköpfen anliegen. Dies geschieht von oben (Seite Tiefenbach) her, wobei die Enden der Trägerteile an je einem Flaschenzug hängen und durch koordiniertes Bedienen der Seilwinden gehoben bzw. verschoben werden. In dieser „Winterstellung“ liegt das herabhängende Mittelteil der Brücke auf der talseitigen Stütze auf und wird in dieser Lage durch einen Mauervorsprung vor Lawinen geschützt.

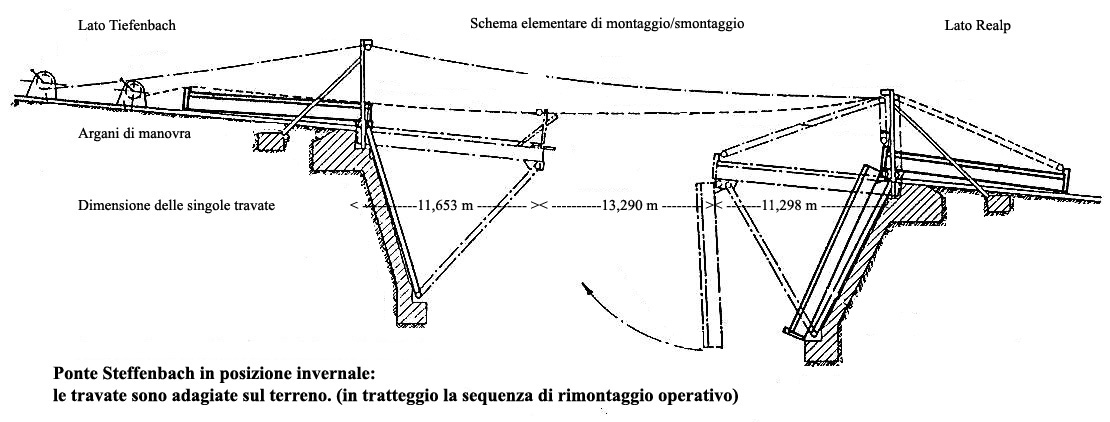
Schematische Darstellung der Montage/Demontage

Der Wiederaufbau erfolgt in umgekehrter Reihenfolge. Nicht selten muss zuvor erst einmal ein Teil des unter der Brücke liegenden Schnees entfernt werden, damit insbesondere das hängende Mittelstück frei schwingen kann.
Für den Auf- und Abbau ist kein Kran erforderlich. Es genügen zwei Seilwinden, die beiden Montageböcke, die fest montiert (also auch während des Zugbetriebs) über den Widerlagern stehen, ein versetzbarer Hilfsbock sowie einige Flaschenzüge und Umlenkrollen, die in einem kleinen Unterstand nahe der Brücke gelagert werden. Die Winden wurden ursprünglich von Hand bedient. Heute erleichtern Elektromotoren die Arbeit, so dass Auf- und Abbau an jeweils einem Tag erledigt werden können.